# Wladimir Jewgenjewitsch Koslow
Wladimir Jewgenjewitsch Koslow (russisch Владимир Евгеньевич Козлов; * 7. März 1958 in Dymytrow, Sowjetunion) ist ein ehemaliger sowjetischer Bobfahrer, welcher als Anschieber aktiv war. Im Jahr 1988 startete er in Calgary für die Sowjetunion bei den Olympischen Winterspielen und gewann im Zweierbob Gold und im Viererbob Bronze.

## Karriere
Wladimir Jewgenjewitsch Koslow wurde von der Sowjetunion für die Olympischen Winterspiele 1988 im kanadischen Calgary als Anschieber für Jānis Ķipurs nominiert und trat sowohl im Zweierbob als auch im Viererbob an. Im Zweierbob konnte er gemeinsam mit den Piloten Ķipurs vor den beiden DDR-Bobs von Wolfgang Hoppe und Bernhard Lehmann die Goldmedaille gewinnen. Dabei handelte es sich um einen historischen Triumph, weil es sich bei dem Sieg von Wladimir Koslow und Jānis Ķipurs um den einzigen Olympiasieg der Sowjetunion im Bobsport handelt. Im Viererbob wurden neben ihm Guntis Osis und Juris Tone als Anschieber von Kipurs eingesetzt. Hinter dem Schweizer Bob von Ekkehard Fasser und dem DDR-Bob von Wolfgang Hoppe belegte das sowjetische Team den dritten Platz und gewann damit die Bronzemedaille.
Zudem schaffte Wladimir Jewgenjewitsch Koslow es im Bob-Weltcup 1989/90 als Teil des Teams von Māris Poikāns in der Zweierbob-Gesamtwertung auf den dritten Platz hinter dem deutschen Team von Christian Schebitz und dem kanadischen Team von Greg Haydenluck und in der Viererbob-Gesamtwertung auf den zweiten Platz hinter dem kanadischen Team von Chris Lori und vor dem DDR-Team von Dietmar Falkenberg.